# Reculée
 (mars 2014).

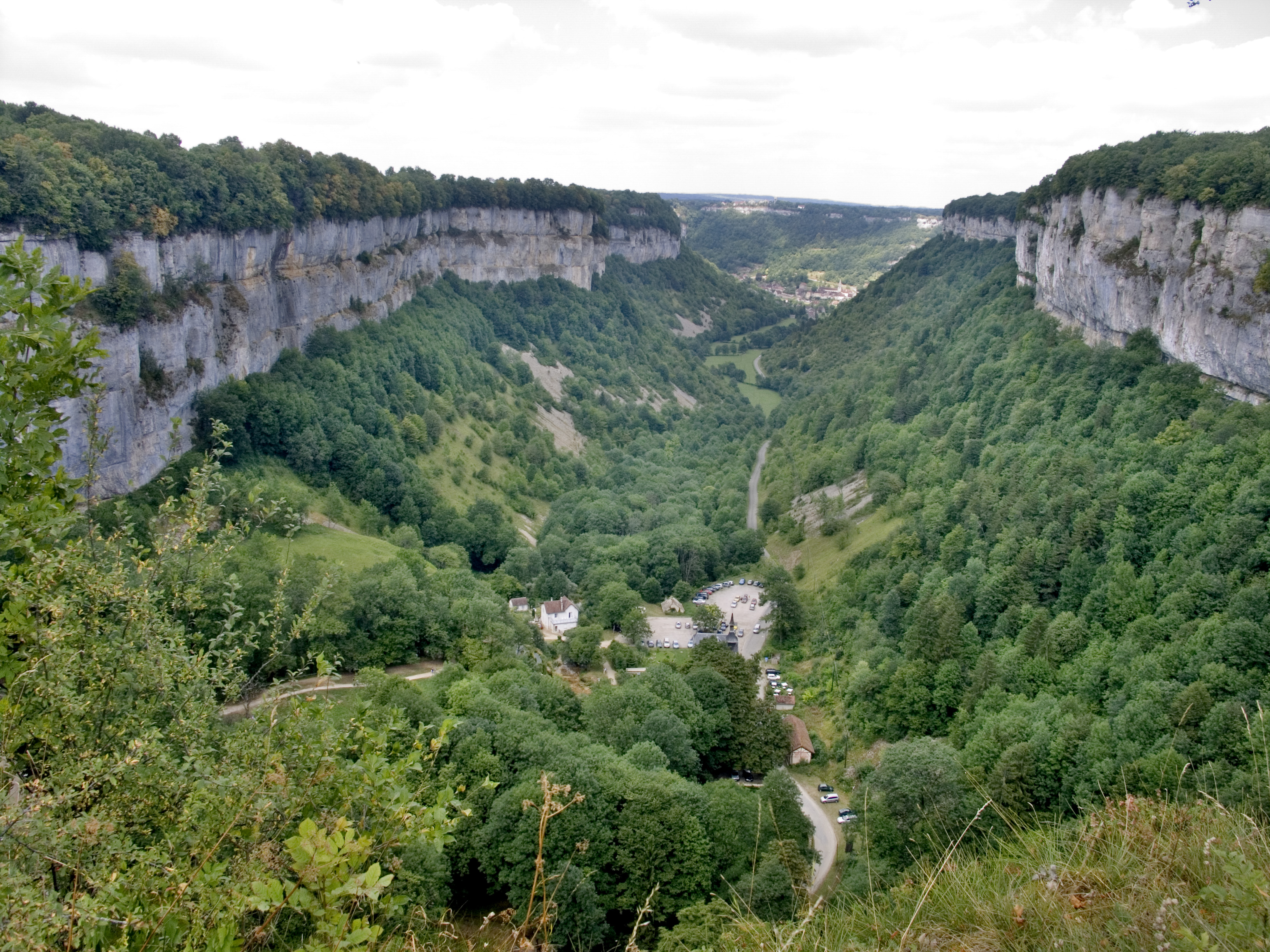
Reculée de Baume-les-Messieurs dans le Jura. Les flancs de la vallée présentent un profil en travers caractéristique : une corniche composée de calcaires formant le plateau ; un pied de versant boisé à pentes douces, formé par les marnes recouvertes d'éboulis cryoclastiques ; un fond de vallée tapissé de colluvions et d’alluvions quaternaires.

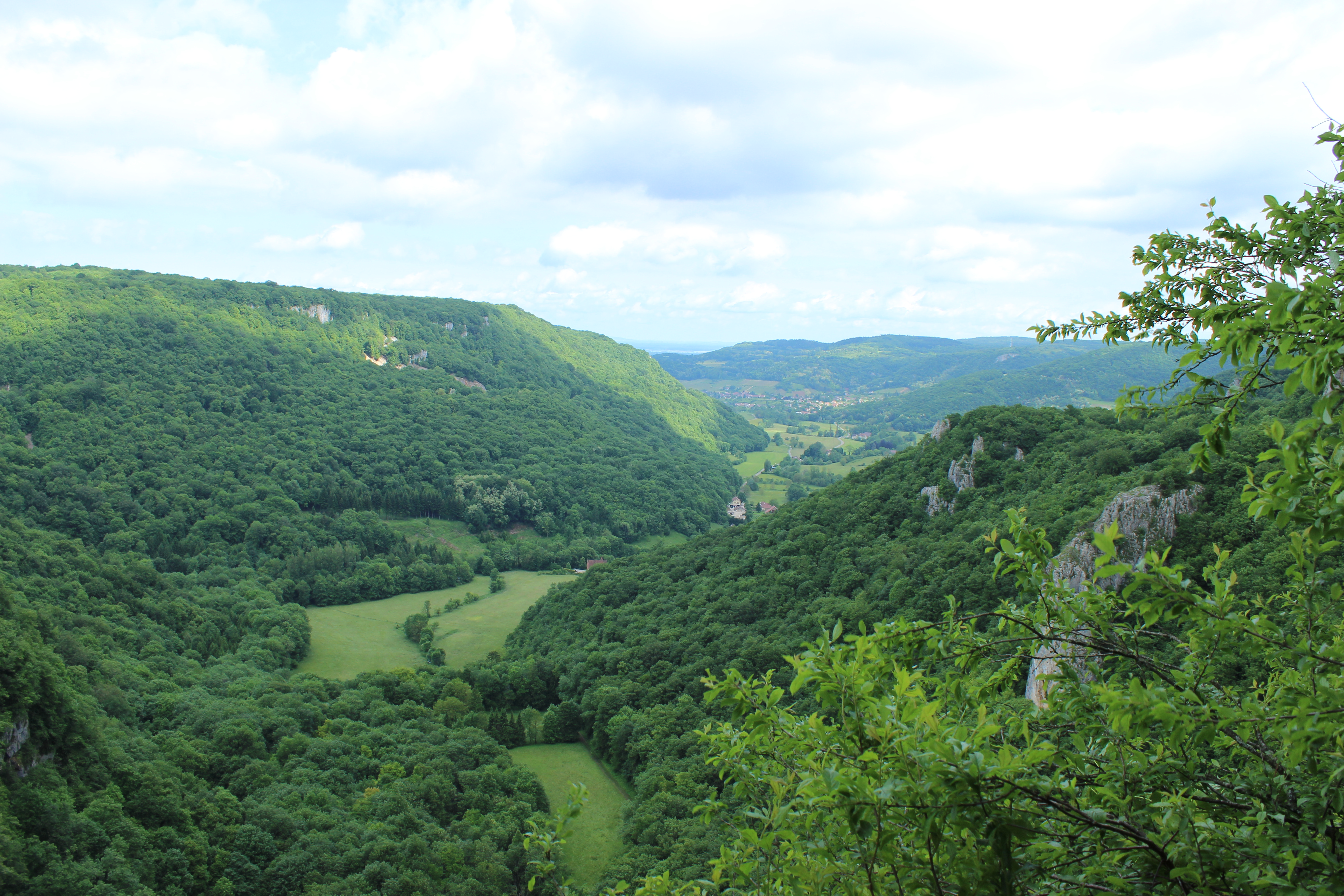
La reculée d'Arbois vue depuis le belvédère du Fer à Cheval.

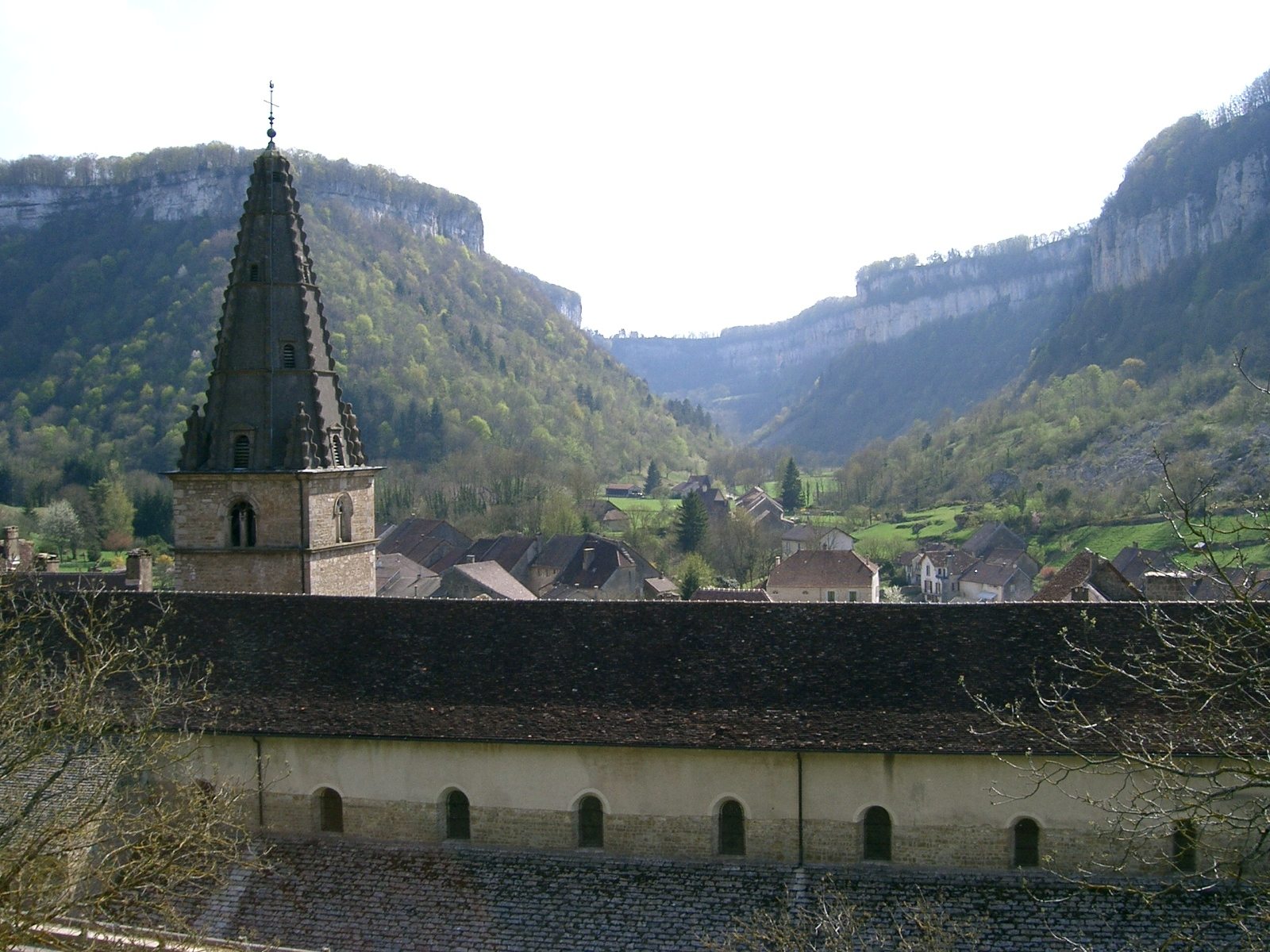
Baume-les-Messieurs - abbaye et reculée

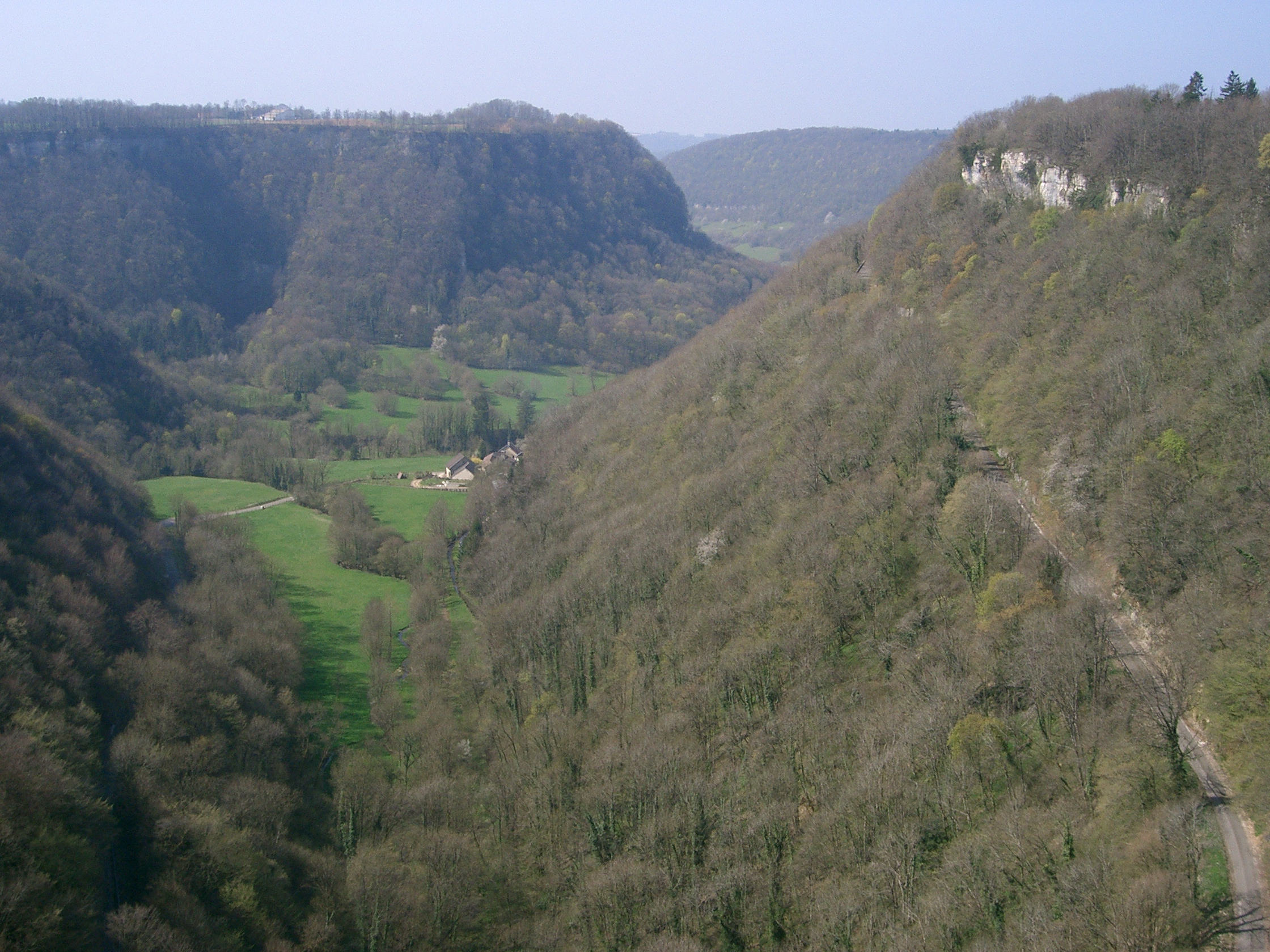
Reculée de Ladoye-sur-Seille dans le Jura

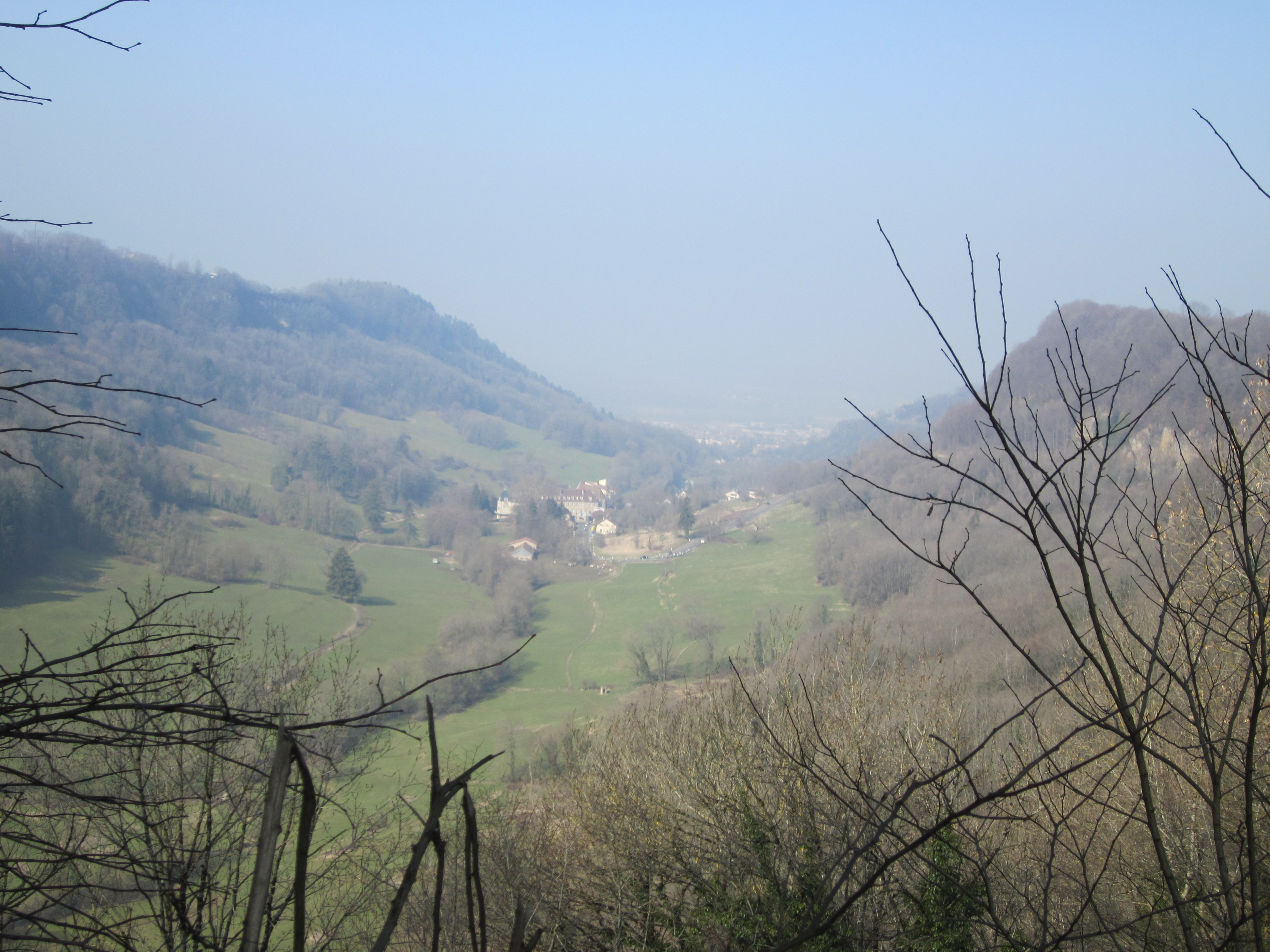
Reculée de Vaux-sur-Poligny (Jura) avec les bâtiments actuels à l'emplacement de l'ancien prieuré et à l'arrière-plan la ville de Poligny.

Une reculée, culée ou bout-du-monde, est un relief structural correspondant à un amphithéâtre rocheux qui ferme à l'amont une longue vallée à la lisière d'un plateau à couches horizontales, généralement calcaire. Par extension, une reculée désigne cette vallée qui coupe nettement le plateau en s'achevant par un cirque rocheux au fond duquel jaillit une exsurgence.

## Description
Cette forme est d'origine complexe, à la fois glaciaire et hydrologique. Elle peut être simple et courte (quelques kilomètres) ou assez longue et ramifiée en culs-de-sac multiples. La largeur en est variable mais elle reste limitée, de quelques centaines de mètres à un kilomètre, avec des bords inférieurs parfois dissymétriques que dominent des versants imposants de 60 à 250 mètres. La reculée s'achève par un cirque entouré de parois verticales impressionnantes au pied desquelles prend le plus souvent naissance une rivière qui est généralement la résurgence d'un système hydrologique amont infiltré au travers de grottes souterraines multiples.

## Formation
À l'échelle du site, l'incision dans le plateau correspond généralement à l'emplacement d'une faille. À l'échelle régionale, la formation d'une reculée résulte de l'enfoncement progressif du niveau de base d'une rivière. Différents processus érosifs sont à l'origine du creusement accéléré à l'emplacement de la faille qui est un drain privilégié pour les eaux de surface : dissolution des calcaires (pouvant aller jusqu'à l'effondrement des voûtes du cours d'eau souterrain), passage des glaciers, recul des versants (par éboulement, cryoclastie et ruissellement), érosion régressive par recul des têtes de sources.

## Exemples de reculées dans le Jura
En Bourgogne-Franche-Comté, dans le département du Jura, les reculées du lac de Chalain et de Vaux-sur-Poligny sont simples ou courtes, et longue et ramifiée en culs-de-sac multiples à Baume-les-Messieurs avec ses lobes de Ladoye-sur-Seille, de Longepied et du Dard, non loin de Lons-le-Saunier. Les reculées de Baume-les-Messieurs et des Planches-près-Arbois se visitent et les spéléologues ont exploré des réseaux de plusieurs kilomètres.
Les quatre plus importants exemples de reculée sont la reculée des Planches ou reculée d'Arbois, la culée de Vaux ou reculée de Poligny, le cirque de Ladoye et le cirque de Baume.

### Reculée des Planches ou reculée d'Arbois
Façonnée par l’érosion du calcaire, la reculée des Planches présente un relief caractéristique du plateau karstique jurassien. Ses falaises, d'une hauteur allant jusqu'à 250 m en font la plus profonde reculée du Jura.
Les falaises sont riches en faune ornithologique : faucon pèlerin, choucas des tours… et constituent un lieu de nidification et de reproduction de rapaces.
La route dans la reculée des Planches suit le cours supérieur de la Cuisance. Dans Les Planches-près-Arbois, à partir d'un pont de pierre, la rue de la Cascade mène, après un kilomètre environ, au cirque du Fer à cheval où prend naissance le petite source de la Cuisance. À proximité se situe la cascade des Tufs.
À gauche, peu après le pont, la rue de la Baume conduit à la grotte des Planches.

### Culée de Vaux ou reculée de Poligny
L'église du village de Vaux-sur-Poligny, avec ses briques colorées de Bourgogne est un vestige d'un monastère clunisien. Derrière le village, la route monte le flanc de la culée de Vaux et atteint sur le plateau de Lons-le-Saunier, le point de vue du Belvédère des Monts-de-Vaux. La culée de Vaux est aussi la vallée de la Glantine 7,8 km un affluent de l'Orain, donc du Rhône par le Doubs et la Saône.

### Reculées de la Haute Seille (site natura 2000)

#### Cirque de Ladoye
Le cirque de Ladoye est à environ 10 km au sud de la culée de Vaux. À l'intersection de la route départementale D96 et de la D5, se trouve un point de vue panoramique sur les profondeurs du cirque de Ladoye. À quelques centaines de mètres plus loin, sur la D5 en direction de Château-Chalon, la D204 monte en flèche sur la paroi à Ladoye-sur-Seille puis continue dans la vallée bucolique. Le cirque de Ladoye est la source de la Seille, un affluent direct de la Saône, donc un sous-affluent du Rhône.

#### Cirque de Baume
Du croisement de la route départementale D5 avec la D70 avec vue sur Château-Chalon, on continue vers le village de Baume-les-Messieurs, avec une abbaye du même nom. La tête de vallée avec trois branches, est à moins de 10 km de Lons-le-Saunier, et est l'un des sites les plus pittoresques de France,. Les hauts murs de roche ressemblent à du karst scié. Le contraste avec la verte vallée profonde avec ses cours d'eau et l'abbaye de Baume-les-Messieurs, correspond à l'idéal romantique du paysage. La reculée est traversée par plusieurs petits affluents de la Seille.

## Exemple de reculée dans la Côte d'Or
Dans la région Bourgogne-Franche-Comté, en Côte-d'Or, le cirque du Bout du Monde est aussi un exemple de reculée. Il est composé de spectaculaires versants rocheux taillés par la rivière Cozanne dans le calcaire.

## Exemple de reculée dans la Drôme
Dans le département français de la Drôme, en région Rhône-Alpes, le massif du Vercors offre la remarquable reculée de Combe Laval, longue de plus de 4 km. 